# Кісараґі
Кісараґі (яп. 如月 або яп. 衣更着) — це традиційна назва для лютого за японським календарем.
«Кісараґі» не має глибокого значення, на відміну від інших місяців. Він записується канджі відповідно як «схожий на Місяць» чи «носити більше одягу»; також він означає «відновлення рослин». За місячним календарем, який використовувався до періоду Хей'ан, лютий був другим місяцем зими; зима складалася із січня, лютого та березня, а три місяці за тим, починаючи з квітня, вважалися весною.  